# Nyakabiga
Nyakabiga est une commune du Burundi, se trouvant dans la province de Bujumbura Mairie. Elle comptait, en 2004, 24 967 habitants.

## Description
Les environs de Nyakabiga sont constitués d'une mosaïque de terres agricoles et de végétation naturelle. Mais la commune est densément peuplée, avec 613 hab/km2.
Cette commune, physiquement rattachée à la capitale Bujumbura, fait partie des « interminables quartiers de terre et de tôle » de la capitale burundaise.

## Climat
Le climat de la région est tempéré. La température moyenne annuelle dans y est de 17 °C. Le mois le plus chaud est septembre, lorsque la température moyenne est de 20 °C, et le plus froid est janvier, avec 16 °C.
La pluviométrie moyenne annuelle est de 1 086 mm. Le mois de décembre est le plus pluvieux, avec une moyenne de 154 mm de précipitations, et le plus sec est juillet, avec 3 mm de précipitations.